# Gunung Pucuk Leumieh
Gunung Pucuk Leumieh är ett berg i Indonesien.   Det ligger i provinsen Aceh, i den västra delen av landet, 1 700 km nordväst om huvudstaden Jakarta. Toppen på Gunung Pucuk Leumieh är 1 551 meter över havet, eller 63 meter över den omgivande terrängen. Bredden vid basen är 0,98 km.
Terrängen runt Gunung Pucuk Leumieh är kuperad österut, men västerut är den bergig.Runt Gunung Pucuk Leumieh är det glesbefolkat, med 11 invånare per kvadratkilometer. I omgivningarna runt Gunung Pucuk Leumieh växer i huvudsak städsegrön lövskog.